# Tetri Bazar
Tetri Bazar là một thành phố và là nơi đặt ban đô thị (municipal board) của quận Siddharthnagar thuộc bang Uttar Pradesh, Ấn Độ.

## Nhân khẩu
Theo điều tra dân số năm 2001 của Ấn Độ, Tetri Bazar có dân số 21.915 người. Phái nam chiếm 53% tổng số dân và phái nữ chiếm 47%. Tetri Bazar có tỷ lệ 62% biết đọc biết viết, cao hơn tỷ lệ trung bình toàn quốc là 59,5%: tỷ lệ cho phái nam là 71%, và tỷ lệ cho phái nữ là 53%. Tại Tetri Bazar, 18% dân số nhỏ hơn 6 tuổi.